# Skinhead
Skinhead (traduzido do inglês, "cabeça-raspada", AFI: [ˈskɪnˌhɛd]) é uma subcultura originária dos jovens da classe operária no Reino Unido no final dos anos 1960, mais tarde, espalhou-se para o resto do mundo. Chamados desta forma devido ao corte de cabelo, os primeiros skinheads se originaram dos mods britânicos, e foram fortemente influenciados pelos rude boys jamaicanos que imigraram para a Inglaterra nessa época, em termos de moda, música e estilo de vida.
A subcultura skinhead era originalmente baseada nesses elementos, e não na política nem em questões raciais. No final dos anos 1970, entretanto, a raça e a política viraram fatores determinantes, gerando divergências e divisões entre os skinheads. O espectro político dentro da cena skinhead abrange da extrema-direita à extrema-esquerda, apesar de muitos skinheads serem apolíticos.
A moda skinhead apresenta um estilo particular de se vestir (que costuma incluir botas e/ou suspensórios), o culto à virilidade, ao futebol e ao hábito de beber cerveja. A cultura skinhead é também ligada à música, especialmente ska, skinhead reggae e streetpunk/oi!, mas também punk rock e hardcore punk.

## Histórico

### Início
Derivada da cultura mod, as primeiras manifestações desta cultura ocorreram por volta de 1967, alcançando o seu primeiro auge em 1969. Este período é chamado nostalgicamente pelos próprios skinheads como "espírito de 69" (ou "spirit of 69", termo cunhado na década de 1980 pela gangue Spy Kids). Eram majoritariamente formados por brancos e negros (estes últimos em sua maioria imigrantes jamaicanos) que frequentavam juntos clubes de soul e reggae, andavam em gangues e se vestiam de uma forma muito particular, em especial pelo corte de cabelo muito curto (daí o nome skinhead, que traduz-se grosseiramente como "cabeça pelada").
Os skinheads ganharam notoriedade nos jornais e na cultura popular da época por muitos deles promoverem confrontos nos estádios de futebol (o chamado hooliganismo) e alguns deles participarem de agressões contra imigrantes paquistaneses e asiáticos, influenciados por manchetes xenófobas de jornais sensacionalistas ingleses. No entanto, muitas das gangues xenófobas antiasiáticos detestavam os grupos neonazistas e repudiavam o racismo contra negros, como foi o caso da gangue da década de 1970, Tilbury Skins, fundadora da Liga Antipaquistaneses e, no entanto, um grupo antinazista. Numa entrevista do livro Skinhead Nation, Mick, membro de uma das gangues skinheads Trojan, diz:
| “ | Não há como sermos nazistas. Meu pai enfrentou nazistas na guerra. Todos os nossos pais ajudaram. A APL (Anti-Paki League, ou Liga Antipaquistaneses) é específica. Só porque eu odeio paquistaneses, isso não me torna um nazista! | ” |

### Segunda geração
No final da década de 1970, houve uma "segunda geração" skinhead, chamados de bootboys, ou simplesmente skinhead (chamados pela imprensa inglesa da época de "grupos de anfetamina" ou skinheads), decorrente da agitação provocada pela cultura punk e que acabou desencadeando um grande interesse por outros movimentos juvenis do passado, como os mods, teddy boys e skinheads. A geração anterior ("espírito de 69") tinha, como uma de suas características, a ligação com a música jamaicana, principalmente o reggae, o rocksteady e o ska.
Com o surgimento da "revolução musical" do punk rock e sua ética de faça-você-mesmo, muitos skinheads se agregaram ao emergente streetpunk/oi!, que abrange tanto os aspectos musicais quanto culturais. Isso, no entanto, não significou o abandono do reggae e do ska. Nessa mesma época, muitos skinheads tornam-se grandes adeptos do revival do ska chamado Two Tone ("dois tons", em referência às cores preta e branca — simbolizando a união de raças).

### Fragmentação
A partir da década de 1980, a constante pressão da mídia sensacionalista inglesa acerca da infiltração do preconceito racial dentro da cultura skinhead (infiltração promovida por uma política deliberada do partido de extrema-direita National Front), somada ao surgimento de um engajamento político dentro desta cultura (tanto à esquerda quanto à direita, além do anarquismo) resultou na fragmentação em vários submovimentos rivais. Desde então, constantemente estes grupos não reconhecem uns aos outros como verdadeiros representantes da cultura skinhead, e é comum que cheguem a se enfrentar fisicamente.
Entre os principais atritos, estão as divergências explícitas, como entre esquerdistas e direitistas, racistas e não racistas, politizados e apolíticos. Mas também há grande hostilidade entre grupos de divergência sutil, como os nazistas, conservadores xenófobos, defensores de uma supremacia racial branca, antissemitas.

### Características
A cultura skinhead da década de 1960 era formada maioritariamente por jovens da classe operária britânica. O vestuário skinhead, com botas e suspensórios, reflete em certa medida a indumentária operária da Inglaterra desta época. Existem diversas particularidades culturais e ideológicas que definem diferentes tipos de skinheads: é impossível distinguir, pela avaliação visual, um skinhead de direita, tradicional, SHARP ou RASH.

## Grupos deskinheadspolíticos e apolíticos

### Skinhead trojan
Skinhead trojan (também conhecido como skinhead tradicional ou apenas trad skin) é um indivíduo que se identifica com a subcultura skinhead original britânica do final dos anos 1960, quando o ska, rocksteady, reggae e soul eram populares, e havia uma forte ênfase na influência do estilo de vestuário mod. Nomeado de acordo com o nome da gravadora Trojan Records, os skinheads se identificam com a subcultura rude boy jamaicana e com a classe trabalhadora britânica dos mod roots.

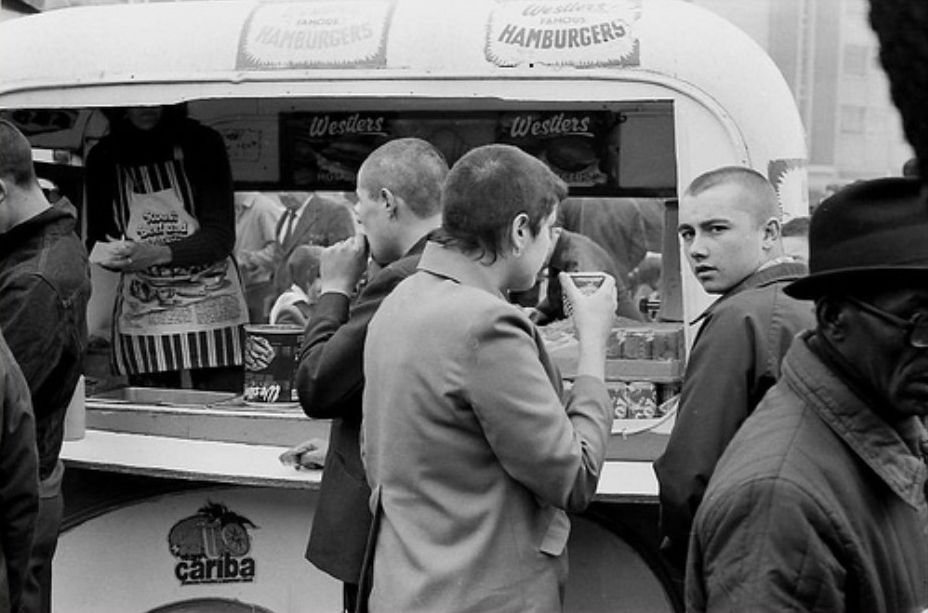
Trad skins e rude boys em Londres, em 1981

Devido à sua apreciação da música tocada por negros, eles tendem a não serem racistas ou a serem mesmo antirracistas, estando associados a grupos como o SHARP (Skinheads Against Racial Prejudice) contrários dos skinheads white powers (uma facção que se desenvolveu no final dos anos 1970, com a ajuda do British National Front (Frente Nacional Britânica, NF). Os skinheads trojan geralmente se vestem num estilo skinhead típico dos anos 1960, que inclui itens como: camisas button-down Ben Sherman, camisas polo Fred Perry, cintas, ternos equipados, pulôveres, blusas sem mangas, jaquetas Harrington e casacos Crombie. O cabelo é geralmente raspado entre 2 e 4 centímetros (curto, mas não careca), em contraste com os cabelos curtos dos punks influenciados pelos Oi! skins dos anos 1980.
The Spirit of '69 é a frase usada por skinheads tradicionais para comemorar o que eles identificam como auge da subcultura skinhead de 1969. A frase foi popularizada pelo grupo de skinheads escoceses Glasgow Spy Kids. Seu uso no título do livro que conta a história dos skinheads (Spirit of 69: A Skinhead Bible) levou os skinheads a adotá-la em todo o mundo. O livro foi publicado no início de 1990 pelo autor George Marshall, um skinhead de Glasgow. No documentário Spirit of '69: A Skinhead Bible, Marshall mostra as origens e o desenvolvimento da subcultura skinhead, descrevendo os elementos, tais como música, vestuário e política, na tentativa de refutar muitas percepções populares sobre os skinheads, como a mais comum, que diz que todos eles são racistas.

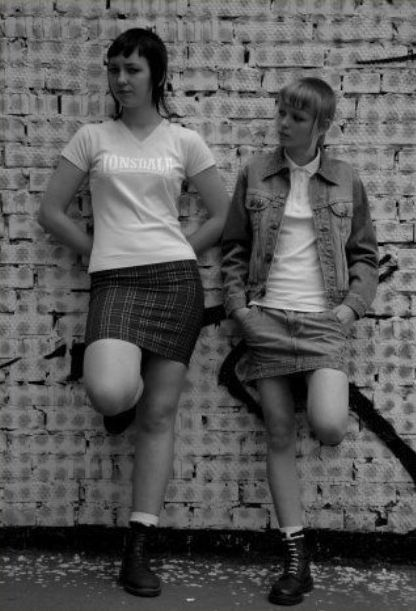
Típicas mulheres skinheads

Durante a primeira metade da década de 1970, o movimento skinhead estava em declínio. É com o nascimento do punk 77 e o declínio da música jamaicana que o skinhead volta à vida, trazendo de volta em voga, no entanto, um culto diferente do original, agora com a nova música classificada como Oi!, uma espécie de punk rock arruaceiro da classe proletária. Enquanto o vestuário adotou os traços do skinhead "trabalhador": botas, suspensórios, camisas xadrez, jaqueta, cabeça raspada e calças jeans. Na década de 1980, alguns skinheads tentaram retornar às antigas raízes do movimento, influenciado pela cultura mod e os rude boys jamaicanos e a maioria sem influências da política, em oposição à nova geração de skinheads que tinham abandonado as raízes dos anos 1960 e apoiado a música punk que ia surgindo, muitas vezes proclamando ativistas políticos. Daí o termo skinheads trojan ser atribuído também para aqueles indivíduos que, posteriormente, preservaram a cultura original, e não apenas ao movimento original sessentista.
Foi precisamente por causa destes ocorridos que nasceu em Nova York, em torno de meados dos anos 1980, a organização SHARP (Skinheads Against Racial Prejudice), com a intenção de restaurar as antigas raízes, identificando-se como apolíticos e reagrupamento de skinheads com diferentes pontos de vista políticos, mas antirracistas, em oposição ao racismo e aos skins neonazistas. A organização foi, mais tarde, também exportada para a Europa, graças a Roddy Moreno, líder do Oppressed.
Esta organização optou por se identificar com o logotipo de capacete troiano, que pertencia à mesma gravadora Trojan Records (selo inglês de música negra que se caracterizou no primeiro movimento skinhead politizado), desejando assim simbolizar a ligação entre a organização e não de idade, as origens político e antirracista dos anos sessenta e parte dos anos setenta. Também por esta razão, decidiram mudar o nome "skinhead tradicional" para "skinhead trojan".

### Suedehead
Suedehead ou sued foi uma tendência skinhead surgida entre 1970 e 1973. Assim como os suedeheads, havia outros grupos que também tiveram uma curta existência, como os smoothies, os crombie boys, entre outros.
Os suedeheads são outra dessas tendências. Formada por skinheads frequentadores das festas de ska, reggae, rocksteady e northern soul que lotavam as entradas dos clubes e bailes, e como 1969 ainda era recente, havia uma enorme influência do universo mod, tanto no seu lado musical, visual e no seu estilo de vida.
O estilo de vida dos suedeheads tinha um certo sentido revival, mas de maneira bem mais moderna, que ajudou a fundar costumes no meio skinhead. Assim como os mods, eles cultuavam scooters Lambretta e Vespa, gostavam de cultuar a imagem, estavam sempre arrumados, alinhados, com botas e sapatos bem polidos. Também estavam sempre em festas e envolvidos na vida noturna.
Os suedeheads foram responsáveis por popularizar muitas das marcas de roupas conhecidas hoje em dia como marcas tradicionais da cultura skinhead. Enquanto os bootboys saqueavam lojas e usavam roupas como Lonsdale, Warriors e Adidas, os suedeheads usavam camisas polos Fred Perry, Ben Sherman, roupas e acessórios da Merc, sueters sem manga, sobretudo alinhado. Com a popularização do reggae na Inglaterra em 1970, os suedeheads viram um sinal de que sua cultura podia continuar moderna e viva nas festas de ska/reggae.
A gravadora Trojan Records, que foi uma das responsáveis pela difusão e propaganda do reggae na Inglaterra, chegou a lançar, em 1971, um box com 50 músicas em homenagem aos suedeheads londrinos. O box mostra faces do ska/reggae mais moderno, como Lee Perry ("Jungle Lion" e "Black Ipa") e Toots & the Maytals ("Louie Louie").

### Redskin
Redskin, no contexto da subcultura skinhead, é um skinhead de esquerda comunista ou socialista. Este movimento surgiu em oposição ao movimento bonehead que estava se desenvolvendo no mesmo período.

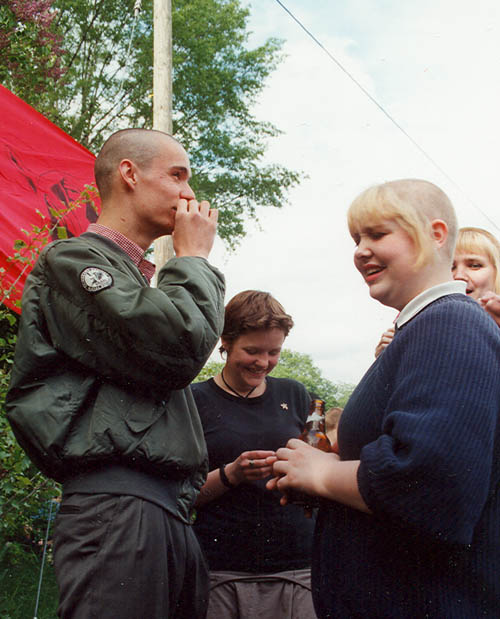
Skinheads em Cuba, em 1994

O termo é uma combinação da palavra red (uma gíria usada para socialista ou comunista) com a da palavra skin, que é um termo curto usado para skinhead. Os redskins tomam uma posição antifascista e militante (por vezes revolucionários) da classe pró-trabalhadores. A mais bem conhecida organização associada aos redskins é a Red and Anarchist Skinheads (R.A.S.H.). Outros grupos que têm membros redskins incluem a Anti-Fascist Action (AFA), Red Action e a Red Skinheads Against Racial Prejudice (S.H.A.R.P.) (embora não tenham uma ideologia oficial de esquerda). Bandas redskins associadas incluem: The Redskins, Angelic Upstarts, Blaggers I.T.A., Skin Deep, Kortatu, Skalariak, Banda Bassotti, The Burial, Negu Gorriak, Núcleo Terco, Brigada Flores Magon, Inadaptats, Opció k-95, Los Fastidios e The Press . Uma gravadora associada com a subcultura é a Insurgence Records.
Cintas vermelhas e laços às vezes são usados pelos redskins para indicar suas tendências de esquerda, embora, em algumas áreas geográficas, este itens sejam usados para indicar as convicções da extrema-direita. Alguns redskins têm cabelos curtos raspados mais atrás e dos lados, deixando-os mais evidentes no centro da cabeça, por oposição ao tradicional de toda cultura, enquanto os nazi skins costumam raspá-lo totalmente. Este estilo era usado por vários membros redskins, embora fosse mais popular entre os redskins franceses no final dos anos oitenta. O que também era popular entre os redskins franceses foi o hábito de virar as jaquetas do averso, para que o forro laranja de suas jaquetas fossem mostrados e os diferenciassem especialmente durante os confrontos frequentes com os boneheads. Símbolos e slogans  esquerdistas são geralmente usado em adesivos, buttons e camisetas.

### R.A.S.H.
R.A.S.H (abreviação de Red and Anarchist Skinheads, em português: skinheads comunistas e anarquistas) são skinheads ligados ao anarquismo ou ao comunismo. Se posicionam abertamente contra o fascismo, o neonazismo e todo tipo de preconceito como o racismo e a homofobia. Alguns membros da RASH fundaram torcidas organizadas como as "Ultras Contra o Racismo" em Portugal, como uma forma de se posicionar contra o racismo e o neonazismo presente nas torcidas organizadas de futebol. Os RASHs fazem campanhas e organização de concertos. Também atacam skinheads de extrema-direita (os boneheads) tentando expulsá-los das ruas. Sua luta atinge as principais causas da justiça e da luta global contra o capitalismo.
Foi fundada em Nova York nos Estados Unidos em 1993, e em Montreal e Quebeque em 1994. Apareceu pela primeira vez na França em Le Havre antes de se espalhar para as cidades de Marselha e Bordeaux e no resto do país. A R.A.S.H. é de um grupo relativamente recente do final dos anos 1990 de redskins comunistas e skinhead da nova geração influenciados pelo anarquismo. Os skinheads estão comprometidos com a extrema-esquerda, ou mesmo o que os cientistas políticos chamam de ultraesquerda (discurso revolucionário) ou grupos de autônomos, isto é, não vinculados a grandes partidos políticos. O termo "red", que remete para o comunismo, literalmente significa "vermelho" e "redskins" pode parecer em desacordo com o "anarquista".
O anarquismo é, estritamente falando, uma doutrina libertária socialista (baseado no ideal de liberdade), que tende a criar uma sociedade sem um estado ou propriedade privada (veja os escritos de Proudhon, Bakunin, Kropotkin…). O comunismo é outra doutrina socialista, construído principalmente por Karl Marx, que observou uma luta de classes que existe entre a burguesia, por um lado e do proletariado, por outro. Ele defende a tomada do poder pelo Partido Comunista em nome do proletariado, para estabelecer a aquisição por parte do proletariado, o único esquema considerados aptos a realizar as reformas que levariam a uma sociedade ideal, sem um estado ou propriedade privada. Em resumo, podemos dizer que os comunistas e anarquistas tendem para o mesmo ideal, mas estão divididos sobre como chegar lá.
Os RASHs são animados pela convicção de que os skinheads são um movimento juvenil verdadeiramente proletário e internacional. Composição do movimento skinhead é um complemento lógico à política ou sindical. Os RASHs franceses são próximos das seguintes organizações: a CNT' (Confederação Nacional do Trabalho, sindicalista revolucionária), FA (Federação Anarquista), l'UA (União anarquista), l'OCL (Organização Comunista Libertária) e LCR (Liga Comunista Revolucionária, um partido trotskista), SCALP. Outro exemplo é a internacional Anarchist Black Cross (organização anarquista revolucionária) ou Internacional Socialismo (movimento trotskista anglo-saxónico).

### F.A.S.H.
F.A.S.H (abreviação de Federación Anarco Skinhead, em português: Federação Anarquista de Skinhead) é uma federação criada pelo Renan Dimachaeri entre o fim de 2002 e início de 2003 em Madrid, na Espanha formada em sua maioria por skinheads e também por pessoas ligadas ao movimento, diferenciando-se da R.A.S.H. e S.H.A.R.P. por possuir membros exclusivamente anarquistas. Teve início através de debates entre skinheads antifascistas e anarco-punks. O intuito era expandi-la para o resto do país e também para outras partes do mundo. Seus objetivos são coletivos e permitem que novos indivíduos forneçam novas ideias. Acreditam que, com sua luta, combateram a manipulação do movimento skinhead feita pela mídia burguesa. A F.A.S.H. Zona Norte, surgiu para organizar e estabelecer vínculos com indivíduos e grupos. Têm uma visão comum da vida que é a luta para que skinheads e anarquistas cresçam o mais rapidamente possível, mudando o mundo em que eles vivem  e transformando suas próprias vidas.

### S.H.A.R.P

Símbolo da Skinheads Against Racial Prejudice (SHARP)

S.H.A.R.P (abreviatura de Skinheads Against Racial Prejudice, em português: skinheads contra o preconceito racial) é uma organização antirracista que não está envolvida com partidos e organizações políticas, formada por skinheads.
Em 1986, um grupo de Minneapolis chamado Skinheads Against Racism (skinheads contra o racismo) deu origem ao projeto Anti-Racist Action (ação antirracista) para congregar skinheads na luta contra o racismo e a xenofobia.
Inspirados na ideia, um grupo de skinheads de Nova Iorque fundou a organização SHARP, organizada em sedes regionais. Embalados pelo hardcore punk americano, tinham mais um sentido de unidade do que de revival da cultura skinhead. Bandas como Iron Cross e Agnostic Front foram influência e consequência de sua formação, inclusive esteticamente. Notou-se também a influência do hardcore punk e a presença de Straight Edges na SHARP, assim dando origem ao skin edge.

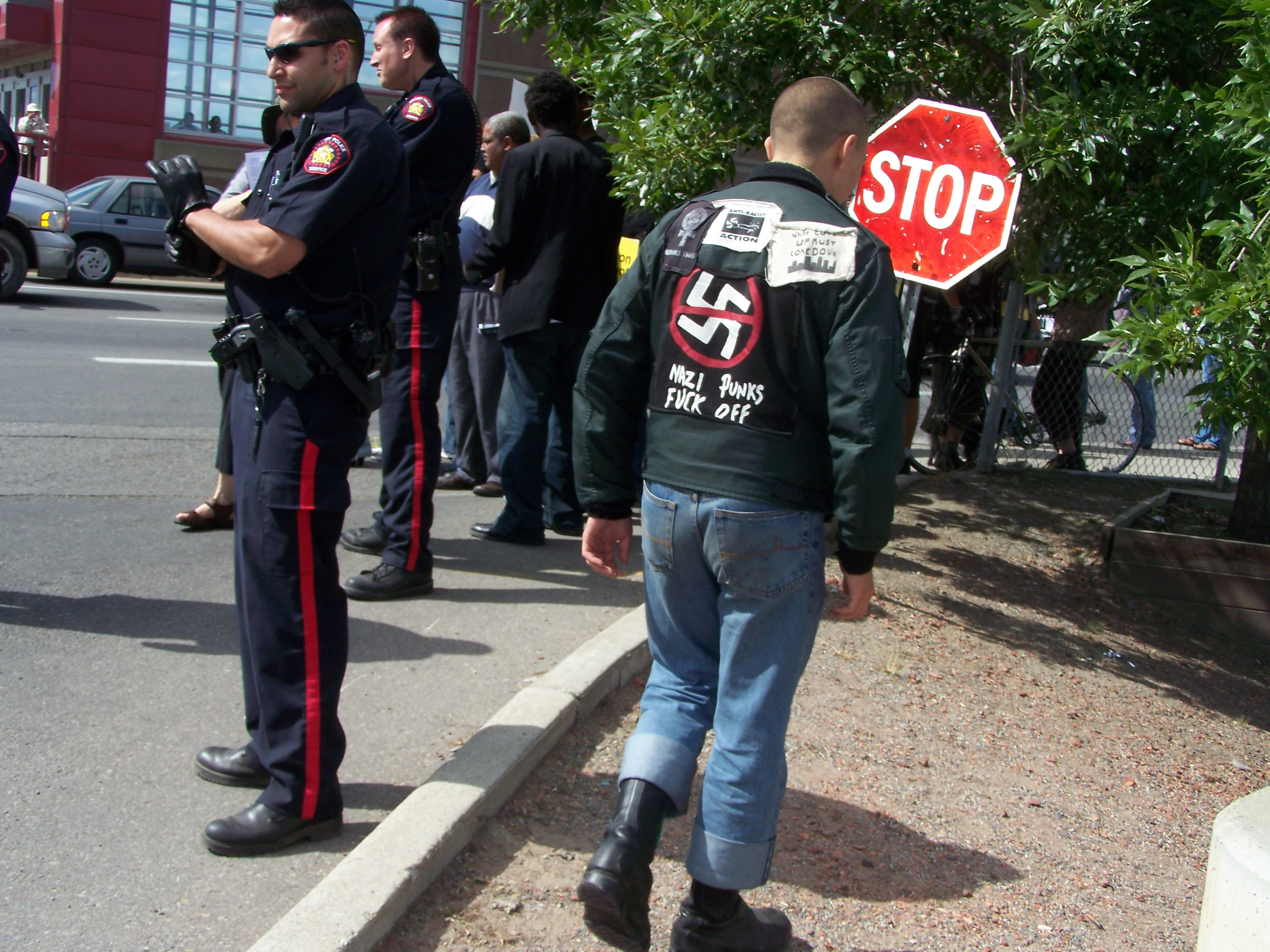
Protesto de pessoas e skinheads antifascistas na estação de metrô de Marlborough, na cidade de Calgary, em Alberta, no Canadá

Os SHARPs, em seu início nos Estados Unidos, eram patriotas, pregavam a distância da cultura skinhead dos partidos e organizações políticas, fossem elas de direita ou de esquerda, e pregavam uma atitude positivamente antirracista, numa demonstração de coerência, já que, sem o ska e os rude boys jamaicanos, o movimento skinhead jamais teria existido. Estão mais voltados para o lado de seu convívio social no dia a dia, que inclui não somente estereótipos como punk ou skinhead, mas também uma unidade social e urbana. Hoje em dia, no mundo, pode se notar que a SHARP se aproximou da política, além do antirracismo, e podemos perceber grupos seus em manifestações anti-homofobia e atuando ao lado da R.A.S.H.
Essas posições têm o objectivo de diferenciar skinheads não racistas, que sempre foram a maioria, de skinheads racistas (conhecidos como boneheads), evitando, assim, a generalização da cultura skinhead como sendo racista. Outros objectivos são "informar a opinião pública sobre a verdadeira cultura skinhead, desmascarar os impostores boneheads e expulsá-los dos bairros por todos os meios necessários".
Roddy Moreno, vocalista da banda galesa The Oppressed, conheceu a ideia ao visitar Nova Iorque em 1988 divulgando-a e incentivando a criação de secções na Europa.
Devido à posição da SHARP de se distanciar de políticas de esquerda, em 1993 ocorreu uma divisão que deu origem aos RASH (Red and Anarchist Skinheads).
Atualmente, a SHARP é mais uma designação pessoal de uma atitude antirracista. Existem pessoas que se afirmam SHARPs sem serem filiados a uma secção. No Brasil, apesar de não existirem secções reconhecidas, muitos indivíduos se dizem SHARPs. Em Portugal, a SHARP tem uma secção desde 1995.

### Carecas

#### Carecas do Brasil
Surgido no início dos anos 1980, como uma dissidência do movimento punk na zona leste de São Paulo e no ABC paulista. Inicialmente sem nenhuma informação e ligação com a cultura skinhead do final dos anos 1960 e início dos anos 1970, foram influenciados pelo punk oi! que existia na Inglaterra dos anos 1980.
A proposta original era um retorno às origens do movimento punk paulista, aliada a uma ideologia baseada na violência e no vandalismo, no patriotismo, no antiracismo, no antimilitarismo, contra os políticos e seus partidos, contra a polícia, contra a igreja. Com o passar do tempo, foram se desvinculando dessa proposta original e adquiriram um caráter conservador, que levou a se posicionar e promover ações contra esquerdistas, diferentes tribos urbanas (em especial àquelas ligadas ao pensamento de esquerda), preserva os direitos da família contra , drogados, racismo e homossexuais..
As principais gangues e a maioria dos indivíduos são antirracistas, uma vez que defendem a tese de que a identidade e raça original da população brasileira é a miscigenação de todas as raças, mas existem carecas indiferentes ou simpatizantes de ideais nazifascistas e racistas, em especial nas regiões Sul e Sudeste do país, onde há um movimento de independência de caráter muitas vezes branco-separatista.
Atualmente, sua postura ideológica é fundamentada, numa mistura de nacionalismo, homofobia, racismo, anticomunismo, antianarquismo e antidrogas. Sua postura ideológica é confusa e cheia de contradições. Além de bandas do estilo musical punk oi! (não envolvidas com ideologias racistas), ouvem bandas internacionais ligadas à ideologia white power, cujo estilo musical é denominado de RAC (envolvidas em países europeus e norte-americanos com ideologias racistas) e as bandas de carecas brasileiros se autorrotulam dentro desse estilo. Sua postura antidrogados entra em contradição com o problema do alcoolismo dentro do movimento careca.
As gangues paulistas Carecas do Subúrbio e sua dissidência, Carecas do ABC, se tornaram famosas na cultura popular devido a episódios de violência amplamente divulgados pela mídia.
Alguns integrantes dos Carecas do Subúrbio, nas comemorações de 1 de maio de 1988, unidos a membros da extinta Ação Integralista Brasileira e do Movimento Participativo Nacionalista Social, além de mais três entidades políticas de extrema-direita, entraram em confronto com manifestantes da organização sindicalista de esquerda Central Única dos Trabalhadores. Isso gerou divergências dentro do movimento careca na época, pois alguns não queriam a entrada de ideologias associadas a movimentos políticos dentro do movimento careca e nem serem usados como massa de manobra por esses movimentos. Ainda no final dos anos 1980, esse e outros episódios provocaram a fragmentação do movimento careca em várias facções devido a divergências ideológicas.

### Agressões no Brasil
No Brasil, já ocorreram confrontos documentados de skinheads envolvendo grupos de punks, homossexuais, negros, moradores de rua, e mesmo com outros neonazistas, ou até mesmo entre os próprios skinheads.
Em São Paulo
Em 6 de fevereiro de 2000, o adestrador de cães e homossexual Edson Néris da Silva foi espancado até a morte por membros da gangue Carecas do ABC por estar andando de mãos dadas com seu companheiro, Dário Pereira Netto, que conseguiu fugir. A polícia apurou o envolvimento de 18 indivíduos.
Em 7 de dezembro de 2003, os Carecas do ABC se tornaram novamente notícia quando três de seus membros, no caminho de volta de uma reunião da gangue, ameaçaram, com armas brancas, dois adolescentes (Cleiton da Silva Leite, 20 anos, e Flávio Augusto Nascimento Cordeiro, 16 anos, motivados pelas camisetas com estampa de bandas de punk rock), e os forçaram a pularem pela janela do trem em movimento em que estavam, resultando na morte de Cleiton e no amputamento do braço direito de Flávio.
No dia 15 de abril de 2007, na rua Augusta, um grupo de punks matou um skinhead com golpes de barra de ferro na nuca e facadas nas costas.
No dia 4 de setembro de 2011, durante um show de um banda britânica, um street punk também morreu em conflito com boneheads. No mesmo dia, foram registrados confrontos entre punks e skinheads envolvendo aproximadamente 200 pessoas.
Em Minas Gerais
No dia 3 de setembro de 2011, em Belo Horizonte, uma briga entre punks e Carecas do Brasil deixou duas pessoas feridas por facadas na Praça da Liberdade.
Em 2013, o skinhead Donato di Mauro publicou fotos agredindo um morador de rua na Praça da Savassi. Ele só veio a ser preso duas semanas depois, em Americana, São Paulo.
No Rio Grande do Sul
No dia 6 de agosto de 2011, em Porto Alegre, uma briga envolvendo punks, skinheads e neonazistas resultou em 8 feridos.
No dia 15 de outubro de 2011, em Porto Alegre, um grupo de pessoas antifascistas entrou em confronto com um grupo White Power no bairro Cidade Baixa, deixando dois skinheads feridos.

## Grupos de supremacia branca e neonazistas

### White powers/Boneheads
Skinhead white power (também conhecido como nazi-skin, skin 88, skinhead nazista ou ainda bonehead, que é uma denominação pejorativa utilizada pela maioria dos skinheads não racistas, significando algo como "cabeça dura" ou "parvo" na gíria inglesa) é uma ramificação da cultura skinhead que possui indivíduos antissemitas da supremacia branca. Muitos deles são filiados com organizações do nacionalismo branco. Eles são conhecidos por seus ataques, especialmente contra imigrantes paquistaneses (paki bashing, o "linchamento de paquistaneses"), contra hippies e contra militantes ativistas de extrema-esquerda (comunistas em particular). A radicalização de alguns skinheads de extrema-direita foi iniciada pelo desvio da banda inglesa Skrewdriver, que, inicialmente, era uma banda de street-punk apolítica. A British National Front foi responsável na transformação de parte do movimento skinhead neonazista nos anos 1970 e 1980.

### Hammerskins

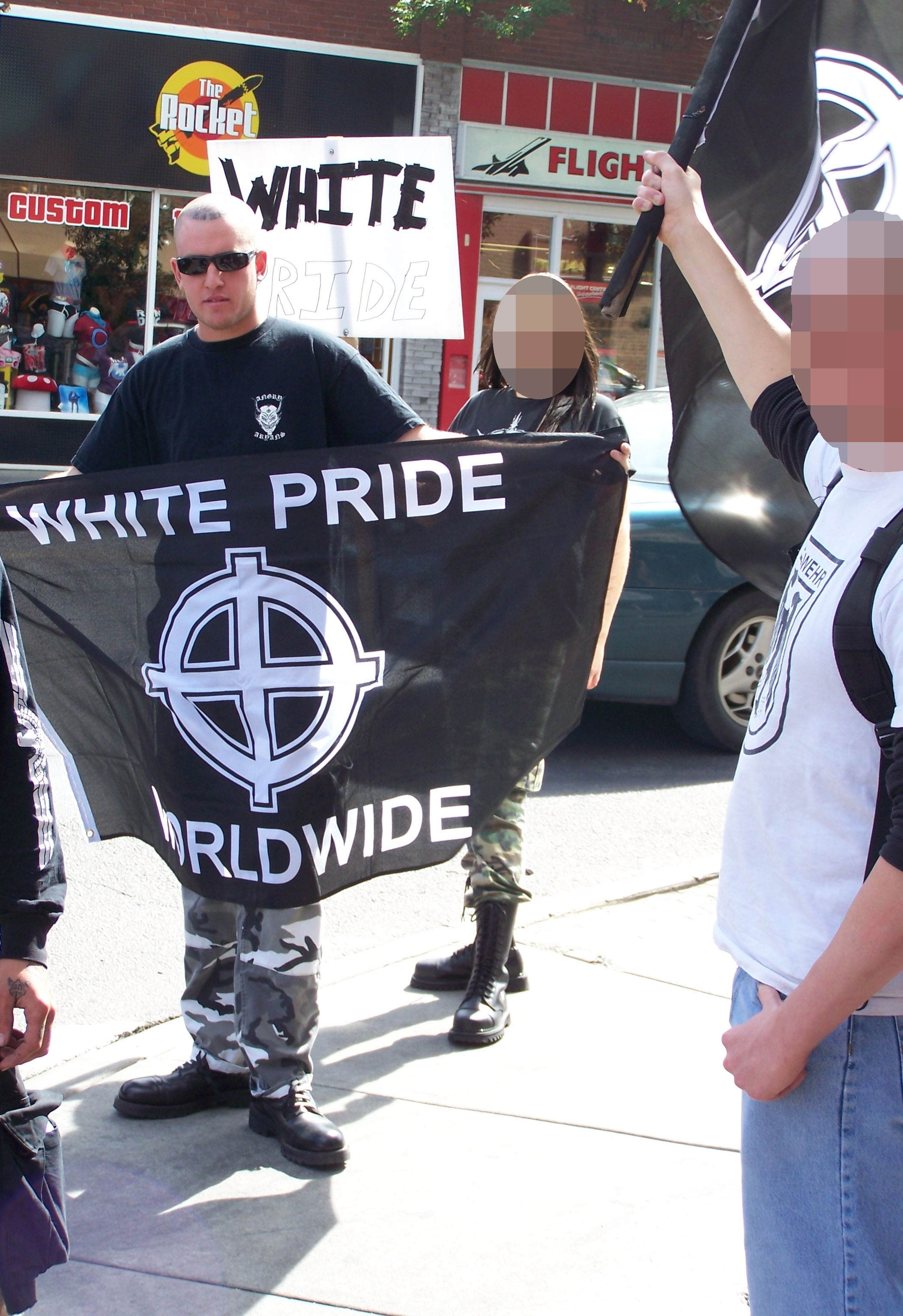
Protesto de um grupo de white powers em Alberta, no Canadá

Hammerskins (também conhecido como Hammerskin Nation) é um grupo da supremacia branca formado em 1988 em Dallas, no Texas. Os hammerskins, assim como os boneheads, fazem parte dos "skins neonazistas" e têm uma ideologia totalmente contrária à dos demais grupos da subcultura skinhead como os trad skins, os R.A.S.H.s, os S.H.A.R.P.s, os redskins, entre outros subgrupos antifascista.
O foco principal dos hammerskins é a produção e divulgação da música supremacista branca que é mais conhecida como Rock Against Communism. Muitas bandas white powers são afiliadas a eles. Os Hammerskins são afiliados com a gravadora 9% Productions. Eles idealizam aqueles que consideram guerreiros históricos para a raça ariana, como os nazistas. Muitos de seus membros foram condenados por assédio, assaltos e assassinatos de pessoas não brancas.
Os Hammerskins são considerados nos Estados Unidos como o grupo mais conhecido e organizado de skinheads racistas. A luta pelo poder acabou dividindo o grupo em várias facções, algumas das quais estão agora defuntos, mas os membros reorganizaram e fortaleceram a organização. Os Hammerskins também têm torcidas organizadas e a maioria dessas nações são conhecidas como Crew 38. O Hammerskins host several e vários outros concertos anuais, incluindo Hammerfest, um evento anual, tanto nos Estados Unidos como na Europa, renderam homenagem a Hammerskin Joe Rowan, vocalista da banda Nordic Thunder.
O logotipo dos Hammerskins é representados por dois martelos atravessados um no outro, assemelhando-se ao passo de soldados, é baseado em uma organização neonazi fictícia retratada no filme "Pink Floyd The Wall" de 1982. No entanto, o retrato do grupo fictício do filme foi a intenção de mostrar o nazismo negativamente. O logotipo dos Hammerskins e seu lema "Hammerskins Forever, Forever Hammerskins" (HFFH) frequentemente aparecem em seus apetrechos e tatuagens.

### Carecas de Portugal
Em Portugal, o termo "Carecas" é empregado também por skinheads patriotas, nacionalistas e conservadores de extrema-direita. O nacionalismo defendido pelos carecas portugueses está profundamente ligado à ideologia da supremacia branca e ao neonazismo, uma vez que estes indivíduos afirmam ser a raça branca a origem e verdadeira identidade portuguesa.
Um caso de violência ligado aos carecas portugueses foi o assassinato de Alcindo Monteiro, em Agosto de 1995, no Bairro Alto, em Lisboa, apenas por ser negro.

#### Simbologia dosskinheadsneonazistas
| Principais símbolos | Descrição |
| ------------------- | --- |
|                     | - 1. Cruz celta: Embora a cruz celta não seja um símbolo explicitamente racista, é muitas vezes usada por pessoas do movimento white power, especialmente os boneheads, e também frequentemente utilizada por outros grupos racistas. - 2. Runa de Odin: É o símbolo de uma religião pagã chamada odinismo. Nem a religião nem o símbolo são racistas, mas ambos foram cooptados por certos sectores da extrema direita. - 3. Símbolo da White Power: Este símbolo pode ser frequentemente reconhecido como um patch usado em coletes ou jaquetas de skinheads racistas. - 4. Cruz de Ferro (Iron Cross): Assim como a cruz celta, esse é um símbolo que não é inerentemente racista, mas é frequentemente utilizado por membros do movimento racista. A cruz representa a força. Para identificá-lo como um símbolo racista, ela normalmente tem uma suástica no centro da cruz. - 5. Símbolo da Schutzstaffel (Sieg Rune; ϟ ϟ): Este símbolo é visto frequentemente tatuado nos skinheads racistas. É o símbolo que era usado originalmente pela SS de Hitler. - 6. Deaths Head: Este símbolo foi originalmente usado por soldados nazistas SS durante a Segunda Guerra Mundial, mas agora pode ser visto frequentemente usado pelos skinheads racistas. É também um favorito entre aqueles na cena da música white power. |

## Música
A subcultura 'skinhead era, originalmente, associada a gêneros de músicas como o soul, ska, rocksteady e reggae. A ligação entre skinheads e a música jamaicana levou ao estilo reggae original ser chamado na Inglaterra de skinhead reggae, termo este utilizado por artistas como Desmond Dekker, Derrick Morgan, Laurel Aitken, Symarip e The Pioneers.

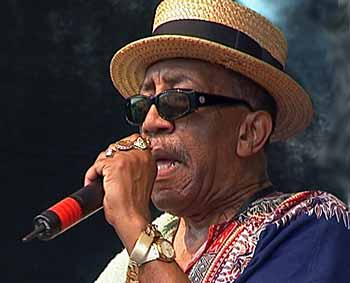
Laurel Aitken ao vivo em 2000, um dos mais influentes artistas da música jamaicana, considerando padrinho do ska.

No começo da década de 1970, alguns suedeheads também ouviam bandas britânicas de glam rock como Sweet, Slade e Mott the Hoople.
O estilo de música mais popular entre os skinheads no final da década de 1970 era o 2 Tone, que era uma fusão musical do ska, rocksteady, reggae, pop e punk rock. O gênero 2 Tone recebeu esse nome como referência a uma gravadora em Coventry, na Inglaterra, que trabalhava com bandas como The Specials, Madness e The Selecter, pregando uma atitude antirracista, ja que os dois tons são o preto e o branco.
Alguns skinheads dos anos 1970 também gostavam de algumas bandas de street-punk como Sham 69 e Menace e, no fim dos anos 1970, o gênero Oi! foi aceito por muitos punks e skinheads. Musicalmente o Oi! combina elementos do punk rock, cânticos de futebol, pub rock e glam rock britânico. O Oi! não é exclusivamente um gênero musical só para skinheads, pois muitas bandas incluem skins, punks e pessoas que não se encaixam em nenhuma subcultura (algumas vezes chamadas de Herberts).

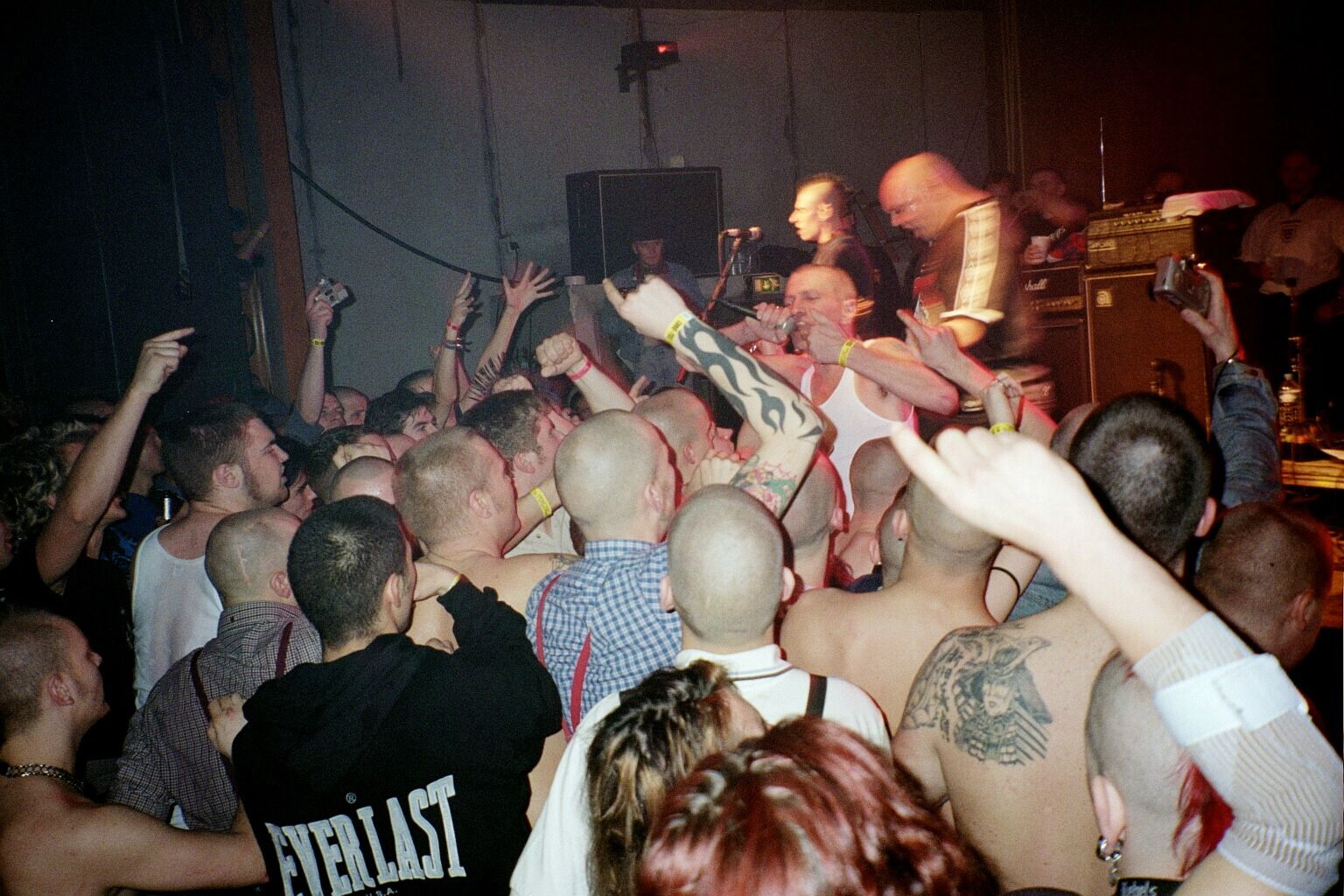
The Business em concerto ao vivo

O Oi! norte-americano começou na década de 1980 com bandas como The Press, Iron Cross, The Bruisers, Anti-Heros and Forced Reality. Os skinheads da costa leste norte-americana criaram uma ligação entre a sua sub-cultura e da música hardcore punk com bandas como Warzone, Agnostic Front, Murphy's Law e Cro-Mags. O estilo Oi! também se espalhou para outras partes do mundo, e continua sendo muito popular entre os skinheads. Mais tarde, muitas bandas Oi! combinaram influências do hardcore americano dos anos 1970 com street-punk britânico.
Embora muitos skinheads white powers ouviam Oi!, também desenvolveram um gênero separado conhecido como Rock Against Communism (RAC). A banda mais conhecida do cenário RAC foi a Skrewdriver, que começou como uma banda de street-punk apolítica no final dos anos 1970 e, algum tempo depois, encerrou suas atividades, voltando no início dos anos 1980 somente com o vocalista da antiga formação e com novas músicas contendo letras fazendo apologia ao racismo e ao neonazismo. O RAC começou musicalmente semelhante ao Oi! e ao punk rock e adotou alguns elementos do heavy metal e outros gêneros do rock. Outro gênero que também é ligado aos nazi-skins é o hatecore.